# Gandou (Zinder)
Gandou (auch: Magaria Gandou) ist ein Dorf im Arrondissement Zinder II der Stadt Zinder in Niger.

## Geographie
Das von einem traditionellen Ortsvorsteher (chef traditionnel) geleitete Dorf befindet sich nordöstlich des Stadtzentrums im ländlichen Gemeindegebiet von Zinder, der Hauptstadt der gleichnamigen Region Zinder. Zu den Nachbardörfern von Gandou zählen Magaria Ta Adam im Nordwesten und Angoual Bawa im Südwesten.
Wie im gesamten Gemeindegebiet von Zinder herrscht das Klima der Sahelzone vor, mit einer durchschnittlichen jährlichen Niederschlagsmenge zwischen 300 und 400 mm.

## Bevölkerung
Bei der Volkszählung 2012 hatte Gandou 399 Einwohner, die in 69 Haushalten lebten. Bei der Volkszählung 2001 betrug die Einwohnerzahl 134 in 22 Haushalten.

## Wirtschaft und Infrastruktur
Es gibt eine Schule im Dorf.